# Kanton Cuiseaux
Der Kanton Cuiseaux ist seit 1790 ein französischer Wahlkreis im Arrondissement Louhans, im Département Saône-et-Loire und in der Region Bourgogne-Franche-Comté. Sein Hauptort ist Cuiseaux.

## Gemeinden
Der Kanton besteht aus 28 Gemeinden mit insgesamt 20.542 Einwohnern (Stand: 1. Januar 2022) auf einer Gesamtfläche von 449,54 km²:
| Gemeinde                | Einwohner 1. Januar 2022 | Fläche km² | Dichte Einw./km² | Code INSEE | Postleitzahl |
| ----------------------- | ------------------------ | ---------- | ---------------- | ---------- | ------------ |
| Bantanges               | 566                      | 10,73      | 53               | 71018      | 71500        |
| Brienne                 | 479                      | 5,65       | 85               | 71061      | 71290        |
| Champagnat              | 464                      | 13,18      | 35               | 71079      | 71480        |
| Condal                  | 460                      | 16,43      | 28               | 71143      | 71480        |
| Cuiseaux                | 1.853                    | 21,26      | 87               | 71157      | 71480        |
| Cuisery                 | 1.580                    | 11,29      | 140              | 71158      | 71290        |
| Dommartin-lès-Cuiseaux  | 819                      | 18,86      | 43               | 71177      | 71480        |
| Flacey-en-Bresse        | 412                      | 13,72      | 30               | 71198      | 71580        |
| Frontenaud              | 726                      | 15,19      | 48               | 71209      | 71580        |
| Huilly-sur-Seille       | 352                      | 12,13      | 29               | 71234      | 71290        |
| Joudes                  | 359                      | 11,16      | 32               | 71243      | 71480        |
| Jouvençon               | 454                      | 6,30       | 72               | 71244      | 71290        |
| L’Abergement-de-Cuisery | 811                      | 7,96       | 102              | 71001      | 71290        |
| La Chapelle-Thècle      | 497                      | 16,48      | 30               | 71097      | 71470        |
| La Frette               | 251                      | 11,22      | 22               | 71206      | 71440        |
| La Genête               | 567                      | 11,57      | 49               | 71213      | 71290        |
| Le Miroir               | 593                      | 18,48      | 32               | 71300      | 71480        |
| Loisy                   | 686                      | 14,64      | 47               | 71261      | 71290        |
| Ménetreuil              | 410                      | 15,04      | 27               | 71293      | 71470        |
| Montpont-en-Bresse      | 1.087                    | 37,46      | 29               | 71318      | 71470        |
| Ormes                   | 493                      | 9,80       | 50               | 71332      | 71290        |
| Rancy                   | 612                      | 5,76       | 106              | 71365      | 71290        |
| Ratenelle               | 369                      | 8,03       | 46               | 71366      | 71290        |
| Romenay                 | 1.740                    | 48,90      | 36               | 71373      | 71290        |
| Sainte-Croix-en-Bresse  | 657                      | 20,87      | 31               | 71401      | 71470        |
| Savigny-sur-Seille      | 385                      | 14,48      | 27               | 71508      | 71440        |
| Simandre                | 1.744                    | 22,79      | 77               | 71522      | 71290        |
| Varennes-Saint-Sauveur  | 1.116                    | 30,16      | 37               | 71558      | 71480        |
| Kanton Cuiseaux         | 20.542                   | 449,54     | 46               | 7114       | –            |

Bis zur landesweiten Neuordnung der französischen Kantone im März 2015 gehörten zum Kanton Cuiseaux die neun Gemeinden Champagnat, Condal, Cuiseaux, Dommartin-lès-Cuiseaux, Flacey-en-Bresse, Frontenaud, Joudes, Le Miroir und Varennes-Saint-Sauveur. Sein Zuschnitt entsprach einer Fläche von 158,44 km km2. Er besaß vor 2015 einen anderen INSEE-Code als heute, nämlich 7115.

## Bildung und erste Wahlen
2015 (22. und 29. März) wurden erstmals die Départementsräte nach neuem Wahlverfahren gewählt. Im Vorfeld wurde die Zahl der Kantone halbiert, hingegen erfolgten die Kandidaturen immer paarweise mit einer Frau und einem Mann. Gleichzeitig wurden die Kantone nach demographischen Gesichtspunkten festgelegt, indem die Abweichung der Bevölkerungszahlen der Kantone innerhalb des Departements nicht mehr als 20 % betragen darf. Das Kantonsgebiet muss zusammenhängend sein und Gemeinden bis 3.500 Einwohner dürfen nicht auf mehrere Kantone aufgeteilt werden.
Zum ursprünglichen Kanton Cuiseaux mit seinen 9 Gemeinden wurden die 10 Gemeinden des Kantons Cuisery, 5 Gemeinden des Kantons Montpont-en-Bresse, je zwei Gemeinden der Kantone Montret und Tournus geschlagen. Der Kanton heißt weiterhin Kanton Cuiseaux und der Hauptort bleibt ebenfalls Cuiseaux. Eine Besonderheit besteht darin, dass die beiden Gemeinden Ratenelle und Romenay zwar zum Kanton Cuiseaux gehören, jedoch im Arrondissement Mâcon liegen.
Anlässlich der Wahlen vom März 2015 wurden gewählt:
- Das Binôme der Union de la Gauche: 
Frau Chambriat Sylvie und Herr Cannard Fédéric
mit 37,89 % der Stimmen bei einer Wahlbeteiligung von 56,51 %[1]

## Bevölkerung
| Jahr                       | 1793   | 1800   | 1821   | 1831   | 1841   | 1851   | 1861   | 1872   | 1881   | 1891   | 1901   | 1911   | 1921   | 1931   | 1946   | 1962   | 1975   | 1982   | 1990   | 1999   | 2006   | 2011   |
| Einwohner                  | 21.659 | 25.591 | 26.564 | 28.115 | 28.751 | 29.277 | 28.274 | 28.302 | 28.948 | 28.281 | 27.474 | 26.999 | 24.056 | 22.529 | 23.365 | 20.235 | 16.325 | 16.357 | 16.074 | 15.880 | 17.095 | 18.058 |
| Quellen: Cassini und INSEE |        |        |        |        |        |        |        |        |        |        |        |        |        |        |        |        |        |        |        |        |        |        |

### Klima

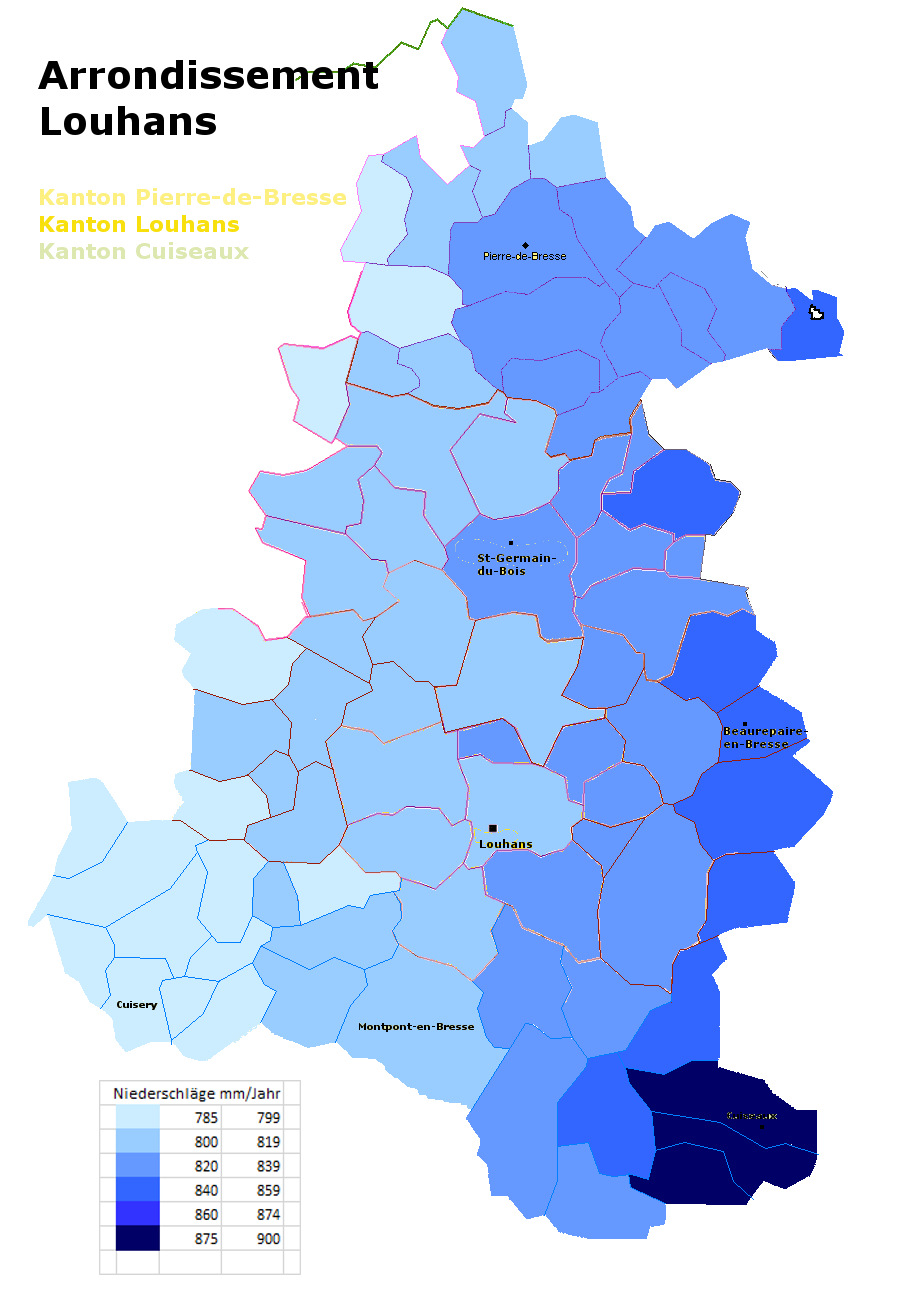
Niederschläge Arrondissement Louhans

Das Klima im Kanton Cuiseaux ist warm und gemäßigt. Es gibt das ganze Jahr über deutliche Niederschläge, selbst der trockenste Monat weist noch hohe Niederschlagsmengen auf. Die Klassifikation des Klimas nach Köppen und Geiger ist Cfb. 
Die Temperatur liegt im Jahresdurchschnitt bei 11,0 °C und die Niederschläge summieren sich auf 816 Millimeter. Die tiefsten jährlichen Durchschnittstemperaturen weisen mit 10,6 °C die Gemeinden auf, deren Gebiet sich bis in die Jurahöhen zieht, nämlich Champagnat und Cuiseaux. Sie weisen naturgemäß auch die höchsten Niederschlagsmengen auf von je 884 Millimeter. Demgegenüber weisen die Gemeinden mit der höchsten Durchschnittstemperatur ein Mittel von 11,1 °C auf, sie liegen im Westen des Kantons und entlang seiner Südgrenze. Am wenigsten Regen fällt in Cuisery mit jährlich 785 Millimeter. Während die Durchschnittstemperaturen lediglich 0,5 °C auseinander liegen, beträgt die Differenz bei den Niederschlägen 100 Millimeter oder 100 Liter pro Jahr. Detaillierte Angaben zu Temperaturen und Niederschlägen sind bei den einzelnen Gemeinden enthalten.